# Irmin
Irmin, un dios germánico, según Tácito uno de los tres hijos de Mannus, junto a Ingwaz y a Istaev. Puede hacer referencia a Irminsul y al nombre de la tribu Herminones. Irmin parece haber sido el dios principal o semidiós de los sajones. El antiguo nombre de Irmin era Jörmunr y curiosamente aparecía a veces representado como Yggr, que fue uno de los nombres de Odín, "Yggr a caballo". Yggdrasil fue el fresno donde Odín se sacrificó y que une el cielo y la tierra. Parece, por lo tanto, que Irminsul e Yggdrasil corresponden a diferencias en la nomenclatura entre los propios sajones.